# Ернст I фон Хоенлое-Лангенбург
Ернст I Кристиан Карл фон Хоенлое-Лангенбург (на немски: Ernst I. Fürst zu Hohenlohe-Langenburg; Ernst I Christian Karl zu Hohenlohe-Langenburg; * 7 май 1794 в Лангенбург; † 12 април 1860 в Баден-Баден) е 4. княз на Хоенлое-Лангенбург (1825 – 1860) и генерал-майор.
Той е най-големият син на княз Карл Лудвиг фон Хоенлое-Лангенбург (1762 – 1825) и съпругата му графиня Амалия Хенриета Шарлота фон Золмс-Барут (1768 – 1847), дъщеря на граф Йохан Кристиан II фон Золмс-Барут (1733 – 1800) и графиня Фридерика Луиза София Ройс-Кьостриц (1748 – 1798).
Той следва три години в университета в Тюбинген и Хайделберг и след това започва военна служба във Вюртемберг. Ернст I фон Хоенлое-Лангенбург става княз на 4 април 1825 г. Той има ранг генерал-майор. През 1819 г. той става член на „Съсловното събрание във Вюртемберг“ и 1833 г. президент, 1835 г. президент на първата камера на народното събрание Вюртемберг. Тази служба го прави на един от най-влиятелните мъже в Кралство Вюртемберг.
През 1830 г. Ернст фон Хоенлое-Лангенбург получава „ордена на короната на Вюртемберг“. Заради често боледуване той напуска 1858 г. президентството.
Ернст I фон Хоенлое-Лангенбург умира на 12 април 1860 г. на 65 г. в Баден-Баден и е погребан в Лангенбург.

## Фамилия
Ернст I фон Хоенлое-Лангенбург се жени на 18 декември 1828 г. в дворец Кенсингтън, Лондон за принцеса Феодора фон Лайнинген (* 7 декември 1807; † 23 април 1872), дъщеря на княз Емих Карл фон Лайнинген (1763 – 1814) и втората му съпруга принцеса Виктория фон Сакс-Кобург-Заалфелд (1786 – 1861). Феодора е по-голяма полусестра на Кралица Виктория (упр. 1837 – 1901) и племенница на белгийския крал Леополд I (упр. 1831 – 1865).
Ернст I фон Хоенлое-Лангенбург и Феодора фон Лайнинген имат шест деца:
- Карл Лудвиг Вилхелм Леополд фон Хоенлое-Лангенбург (* 25 октомври 1829; † 16 май 1907), принц, женен на 22 февруари 1861 г. в Париж (морганатичен брак) за Мария Гратвол (* 1 февруари 1837; † 19 май 1901), фрайин фон Брон (1890)
- Елиза Аделхайд Виктория фон Хоенлое-Лангенбург (* 8 ноември 1830; † 27 февруари 1850), неомъжена
- Херман Ернст Франц Бернхард VI фон Хоенлое-Лангенбург (* 31 август 1832; † 9 март 1913), 6. княз на Хоенлое-Лангенбург (на 21 април 1860), пруски генерал, женен на 24 септември 1862 г. в Карлсруе за принцеса Леополдина Вилхелмина Паулина Амалия Максимилиана фон Баден (* 22 февруари 1837; † 23 февруари 1903)
- Виктор Фердинанд Франц фон Хоенлое-Лангенбург (* 11 декември 1833; † 31 декември 1891), принц, английски адмирал, женен на 24 януари 1861 г. в Лондон (морганатичен брак) за леди Лаура Вилхелмина Сеймур (* 27 януари 1833; † 13 февруари 1912), графиня фон Глайхен (1861)
- Аделхайд Виктория Амалия Луиза Мария Констанца фон Хоенлое-Лангенбург (* 20 юли 1835; † 25 януари 1900), омъжена на 11 септември 1856 г. в Лангенбург за херцог Фридрих VIII фон Шлезвиг-Холщайн-Зондербург-Августенбург (* 6 юли 1829; † 14 януари 1880)
- Феодора Виктория Аделхайд фон Хоенлое-Лангенбург (* 7 юли 1839; † 10 февруари 1872), омъжена на 24 юни 1889 г. за Георг II фон Саксония-Майнинген (* 2 април 1826; † 25 юни 1914)

Внучката му, принцеса Августа Виктория фон Шлезвиг-Холщайн-Зондербург-Августенбург (1858 – 1921), е последната германска императрица и кралица на Прусия, съпруга на Вилхелм II.

## Галерия
- Феодора фон Лайнинген (ок. 1828)
- Княз Ернст и син му Виктор фон Хоенлое-Лангенбург (дясно)